# RB Leipzig in het seizoen 2016/17
Het seizoen 2016/2017 was het 8e jaar in het bestaan van de Duitse voetbalclub RB Leipzig. De ploeg kwam voor het eerst uit in de Bundesliga en eindigde op de tweede plaats. In de strijd om de DFB Pokal verloor de club, na strafschoppen, in de eerste ronde van Dynamo Dresden.

## Wedstrijdstatistieken

### Bundesliga
|       | FC Augsburg | Bayer 04 Leverkusen | FC Bayern München | Borussia Dortmund | Borussia Mönchengladbach | SV Darmstadt 98 | Eintracht Frankfurt | SC Freiburg | Hamburger SV | Hertha BSC | TSG 1899 Hoffenheim | FC Ingolstadt 04 | 1. FC Köln | 1. FSV Mainz 05 | FC Schalke 04 | Werder Bremen | VfL Wolfsburg |
| ----- | ----------- | ------------------- | ----------------- | ----------------- | ------------------------ | --------------- | ------------------- | ----------- | ------------ | ---------- | ------------------- | ---------------- | ---------- | --------------- | ------------- | ------------- | ------------- |
| Thuis | 2 – 1       | 1 – 0               | 4 – 5             | 1 – 0             | 1 – 1                    | 4 – 0           | 3 – 0               | 4 – 0       | 0 – 3        | 2 – 0      | 2 – 1               | 0 – 0            | 3 – 1      | 3 – 1           | 2 – 1         | 3 – 1         | 0 – 1         |
| Uit   | 2 – 2       | 2 – 3               | 3 – 0             | 1 – 0             | 1 – 2                    | 0 – 2           | 2 – 2               | 1 – 4       | 0 – 4        | 1 – 4      | 2 – 2               | 1 – 0            | 1 – 1      | 2 – 3           | 1 – 1         | 3 – 0         | 0 – 1         |

### DFB Pokal
| 1e ronde                        | Dynamo Dresden                  | 2 – 2 (0 – 2) 5–4 na strafschoppen | RB Leipzig                                      |  |
| Plaats: Dresden Stadion Dresden | Stefan Kutschke 47' (pen.), 78' |                                    | 15' Marcel Sabitzer 45+2' (pen.) Dominik Kaiser |  |

## Statistieken RB Leipzig 2016/2017

### Eindstand RB Leipzig in de Bundesliga 2016 / 2017
| Stand | Gespeeld | Gewonnen | Gelijk | Verloren | Punten | Doelpunten voor | Doelpunten tegen | Gele kaarten | Rode kaarten |
| ----- | -------- | -------- | ------ | -------- | ------ | --------------- | ---------------- | ------------ | ------------ |
| 2e    | 34       | 20       | 7      | 7        | 67     | 66              | 39               | 65           | 2            |

### Topscorers
| #      | Naam            | Goal |
| ------ | --------------- | ---- |
| 1.     | Timo Werner     | 21   |
| 2.     | Emil Forsberg   | 8    |
| 2.     | Naby Keïta      | 8    |
| 2.     | Marcel Sabitzer | 8    |
| 3.     | Yussuf Poulsen  | 5    |
| 4.     | Davie Selke     | 4    |
| 5.     | Willi Orban     | 3    |
| 6.     | Marvin Compper  | 2    |
| 7.     | Oliver Burke    | 1    |
| 7.     | Diego Demme     | 1    |
| 7.     | Dominik Kaiser  | 1    |
| Totaal | Totaal          | 66   |

| #      | Naam            | Goal |
| ------ | --------------- | ---- |
| 1.     | Dominik Kaiser  | 1    |
| 1.     | Marcel Sabitzer | 1    |
| Totaal | Totaal          | 2    |

### Kaarten
| #      | Naam               |    |
| ------ | ------------------ | -- |
| 1.     | Naby Keïta         | 8  |
| 1.     | Willi Orban        | 8  |
| 2.     | Stefan Ilsanker    | 7  |
| 3.     | Marvin Compper     | 6  |
| 4.     | Diego Demme        | 4  |
| 4.     | Marcel Halstenberg | 4  |
| 4.     | Yussuf Poulsen     | 4  |
| 4.     | Davie Selke        | 4  |
| 4.     | Timo Werner        | 4  |
| 5.     | Bernardo           | 3  |
| 5.     | Marcel Sabitzer    | 3  |
| 5.     | Dayot Upamecano    | 3  |
| 6.     | Dominik Kaiser     | 2  |
| 6.     | Benno Schmitz      | 2  |
| 7.     | Oliver Burke       | 1  |
| 7.     | Emil Forsberg      | 1  |
| 7.     | Péter Gulácsi      | 1  |
| Totaal | Totaal             | 65 |

| #      | Naam        |   |
| ------ | ----------- | - |
| 1.     | Willi Orban | 1 |
| Totaal | Totaal      | 1 |

| #      | Naam          |   |
| ------ | ------------- | - |
| 1.     | Emil Forsberg | 1 |
| Totaal | Totaal        | 1 |